# Waschhaus (Ayrolle)

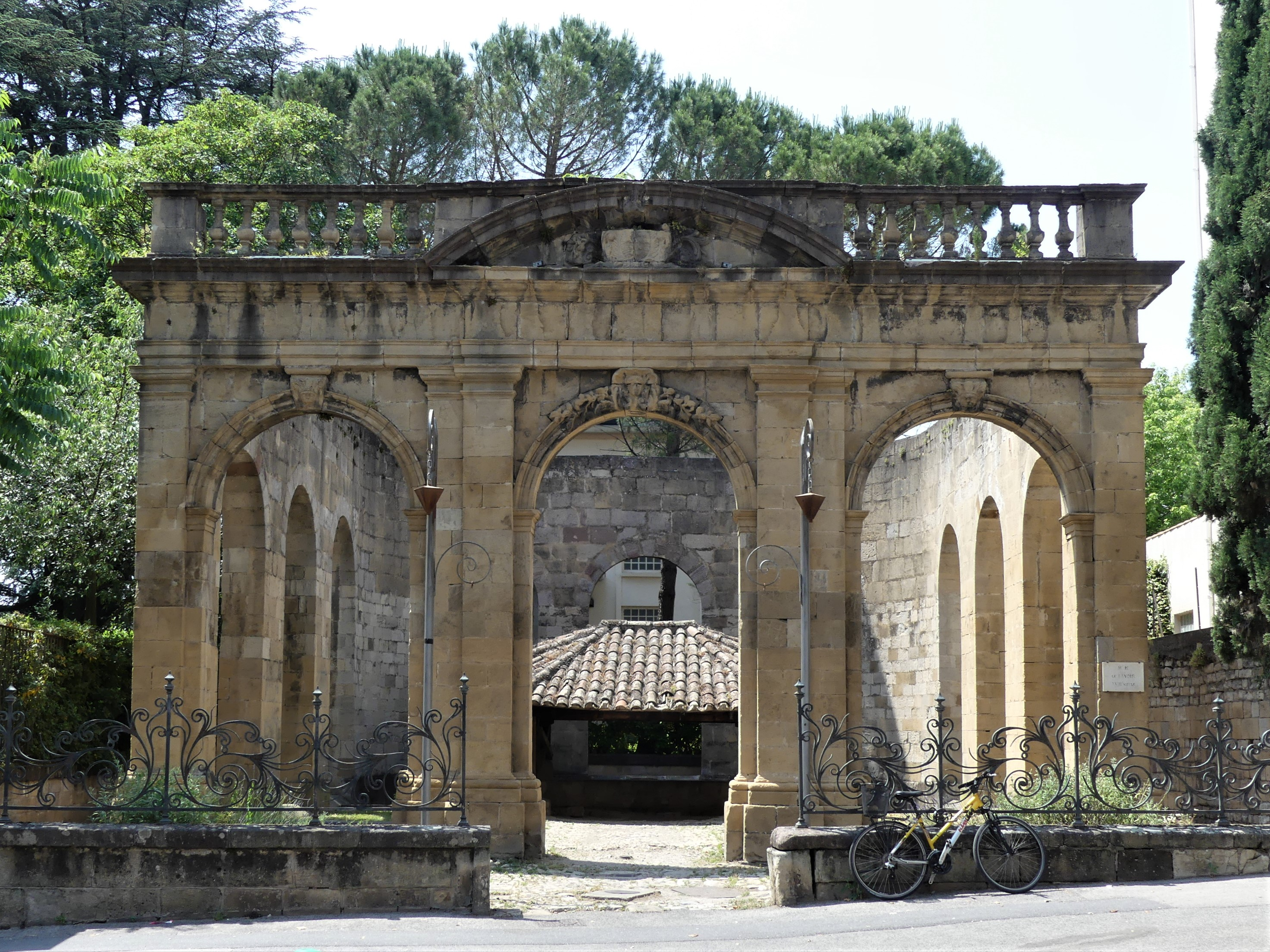
Waschhaus in Ayrolle

Das Waschhaus (französisch lavoir) in Ayrolle, einem Stadtteil der französischen Gemeinde Millau im Département Aveyron in der Region Okzitanien, wurde 1749 errichtet. Das öffentliche Waschhaus steht seit 1931 als Monument historique auf der Liste der Baudenkmäler in Frankreich.
Ein höheres Wasserbecken außerhalb der Anlage speist zwei Becken im Waschhaus, das mit rundbogigen Arkaden geöffnet ist.